# Anii 1770
Anii 1770 au fost un deceniu care a început la 1 ianuarie 1770 și s-a încheiat la 31 decembrie 1779.